# Happily Ever After
Happily Ever After – dwupłytowa kompilacja brytyjskiego zespołu The Cure wydana w 1981 roku. Album zawiera płyty Seventeen Seconds i Faith. Został wydany jedynie w Stanach Zjednoczonych przez wytwórnię A&M Records.

## Lista utworów

### Dysk pierwszy
1. „A Reflection”
2. „Play For Today”
3. „Secrets”
4. „In Your House”
5. „Three”
6. „The Final Sound”
7. „A Forest”
8. „M”
9. „At Night”
10. „Seventeen Seconds”

### Dysk drugi
1. „The Holy Hour”
2. „Primary”
3. „Other Voices”
4. „All Cats Are Grey”
5. „The Funeral Party”
6. „Doubt”
7. „The Drowning Man”
8. „Faith”

## Twórcy
- Robert Smith – gitara, instrumenty klawiszowe, śpiew
- Simon Gallup – gitara basowa
- Laurence Tolhurst – perkusja
- Matthieu Hartley – instrumenty klawiszowe